# Tornade - L'alerte
Pour plus de détails, voir Fiche technique et Distribution.
Tornade - L'alerte (Tornado – Der Zorn des Himmels, litt. "Tornade - La colère du ciel") est un téléfilm allemand en deux parties réalisé par Andreas Linke, diffusé pour la première fois le 4 septembre 2006 sur ProSieben.

## Synopsis
Première partie
Jan Berger est un jeune météorologue qui a passé quatre ans à étudier les tornades dans l'Oklahoma et revient à Berlin. Après son atterrissage à l'aéroport, une canicule anormale domine la ville. Le retour à la réalité le rattrape. La relation avec son père, le professeur Jürgen Berger, le grand météorologue de la station de Berlin-Brandebourg, est toujours brouillée. L'ancien amour de Jan, la jeune docteur Eva Keil, est maintenant avec Bruno Meindorf qui travaille avec le père de Jan. Jan vit d'abord avec Sophie, sa sœur aveugle, qui a une liaison avec Karl Zimmer de la chaîne d'infos N24. Jan trouve dans la compagnie d'assurances Globcare un emploi qui a en partie à voir avec sa recherche sur les tornades. À 280 km à l'ouest de Berlin, se produit une tornade avec des chutes de grêle qu'aucun spécialiste n'avait prévue. Jan se rend sur le site de cette tornade et prévoit le premier la menace de tornades sur la capitale, ce qu'aucun météorologue ne confirme. Seul Andreas Schütte, le chef des pompiers de Berlin, s'intéresse à la thèse de Jan. Mais les moyens politiques et financiers ne suivent pas pour créer un système de prévention qui n'existe pas à Berlin. Bruno donne régulièrement des données du service météorologique à Jan à l'insu de son père. C'est alors que se produisent les premières tempêtes de grêle. Bruno a une rencontre avec Wittenberg, membre du Sénat de Berlin, à laquelle participent Jan et Jürgen Berger. Mais l'élu rejette la théorie de Jan que rien ne prouve et toutes les mesures de protection civile. Avec l'aide de Bruno, Jan emprunte sans le consentement du professeur Berger un véhicule fait pour la recherche, dans lequel monte Eva. Ils constatent la formation d'un orage à proximité de Berlin. Une tornade se produit et se dirige vers le véhicule de recherche.
Seconde partie
Jan et Eva survivent à la tornade après s'être réfugiés dans un tube en béton, mais le véhicule de recherche ayant été détruit, ils ne peuvent pas ramener de preuves. À son retour, Jan se fait réprimander par son père à cause du véhicule détruit et de la présence d'Eva. Jan se brouille aussi avec Bruno qui croit que Jan fait des avances à Eva. Karl Zimmer invite Jan à la télévision, mais le message de Jan ne trouve aucun écho. Bruno et Jan se réconcilient. Karl Zimmer reçoit la visite de Lisa, sa fille de huit ans. À cause de l'orage qui approche, il doit retourner au studio de télévision et laisse Lisa à Sophie pour visiter la Fernsehturm de Berlin. Schütte déclenche l'alerte qui se révèle fausse, ce qui lui vaut des ennuis politiques. Mais le père de Jan reconnaît de plus en plus la gravité de la situation et fait pression sur Wittenberg. Pour la première fois, le professeur consulte le spécialiste qu'est son fils. Ils pensent à quitter Berlin. Bientôt une tornade traverse Berlin et détruit tout sur son passage. Schütte doit ramener sa fille d'une excursion au camping, Jan et Karl libèrent Lisa et Sophie de la Fernsehturm lourdement endommagée. Wittenberg annonce après la catastrophe mettre en place une alerte aux populations. Jan accepte un poste à l'Organisation météorologique mondiale, une situation à laquelle son père rêvait.

## Fiche technique
- Titre : Tornade - L'alerte
- Titre original : Tornado – Der Zorn des Himmels
- Réalisation : Andreas Linke
- Scénario : Don Bohlinger, Stephan Lacant
- Musique : Eckart Gadow, Johannes Kobilke (de)
- Direction artistique : Lars Lange
- Effets spéciaux : Wolf Schiebel
- Costumes : Jürgen Knoll
- Photographie : Stefan Unterberger (de)
- Son : Carsten Arnolds
- Montage : Isabel Meier
- Production :
- Sociétés de production : Grundy UFA TV Produktions, teamWorx (de)
- Société de distribution : ProSieben (Allemagne), Elephant Films (France)
- Pays d'origine :  Allemagne
- Langue : allemand
- Format : Couleurs - 1,78:1 - Dolby Digital - 35 mm
- Genre : Film catastrophe
- Durée : 180 minutes
- Dates de première diffusion :
  -  Allemagne : 4 septembre 2006 sur ProSieben.
  -  France : 1er mai 2007 sur M6[1].

## Distribution
- Matthias Koeberlin : Jan Berger
- Mina Tander : Eva Keil
- Sascha Göpel (de) : Bruno Meindorf
- Lisa Martinek : Sophie Berger
- Rudolf Kowalski (de) : Pr. Jürgen Berger
- Martin Lindow (de) : Andreas Schütte
- Harald Schrott (de) : Karl Zitter
- Hansjürgen Hürrig (de) : Wittenberg
- Amber Bongard : Lisa

## Source de la traduction
- (de) Cet article est partiellement ou en totalité issu de l’article de Wikipédia en allemand intitulé « Tornado – Der Zorn des Himmels » (voir la liste des auteurs).